# Гаджиев, Гапал Шамильевич
Гапал Шамильевич Гаджиев (6 мая 1976—12 сентября 2010) — подполковник милиции, участник контртеррористических операций, Герой Российской Федерации (2011).

## Биография
Гапал Гаджиев родился 6 мая 1976 года в Махачкале. По национальности лакец. В 1985—1990 годах учился в музыкальной школе. В 1993 году окончил среднюю школу, в 1998 году — математический факультет Дагестанского государственного университета. В 1998—1999 годах служил в Вооружённых Силах Российской Федерации в Ленинградской области, получил специальность радиоперехватчика.

### Служба в органах МВД
С 1999 года Гаджиев — в органах МВД РФ. Служил в подразделении по борьбе с организованной преступностью, затем в отделе по противодействию экстремизму. За десять лет он дослужился до подполковника милиции. Возглавлял и лично участвовал в операциях по выявлению и задержанию лиц, которые были причастны к террористической деятельности, ликвидации их опорных пунктов и баз, предотвращении терактов. Раскрыл ряд особо тяжких преступлений. Так, только за два месяца 2010 года подразделение Гаджиева предотвратило несколько десятков покушений на жизнь сотрудников правоохранительных органов и мирных граждан. В 2003 году при задержании преступника на улице Ушакова в Махачкале Гаджиев был тяжело ранен и в течение двух лет лечился от последствий ранения. Во время одной из операций он накрыл своим телом ребёнка, оказавшегося в зоне обстрела. С августа 2010 года Гаджиев занимал должность начальника 1-го межрегионального оперативно-розыскного отдела по противодействию экстремизму ГУ МВД РФ по Северо-Кавказскому федеральному округу. Он много раз получал угрозы со стороны участников бандформирований. 12 сентября 2010 года на улице Чернышевского в Махачкале, когда Гаджиев ехал на своём автомобиле на службу, он был обстрелян из автоматов. От полученных в голову и грудь ранений подполковник Гапал Гаджиев скончался на месте. Похоронен на Хушетском кладбище Махачкалы. Убийство было раскрыто.
Указом Президента Российской Федерации № 441 от 12 апреля 2011 года за «самоотверженность, личное мужество и отвагу, проявленные в борьбе с преступностью, умелые действия в условиях, сопряжённых с риском для жизни» подполковник милиции Гапал Гаджиев посмертно был удостоен высокого звания Героя Российской Федерации. 10 ноября 2011 года медаль «Золотая Звезда» была вручена вдове Гаджиева.
Был также награждён орденом Мужества и рядом медалей.
Его именем названа школа в селе Куба Лакского района. Там же ему установлен памятник.